# تیراندازی در بازی‌های همبستگی اسلامی ۲۰۱۷

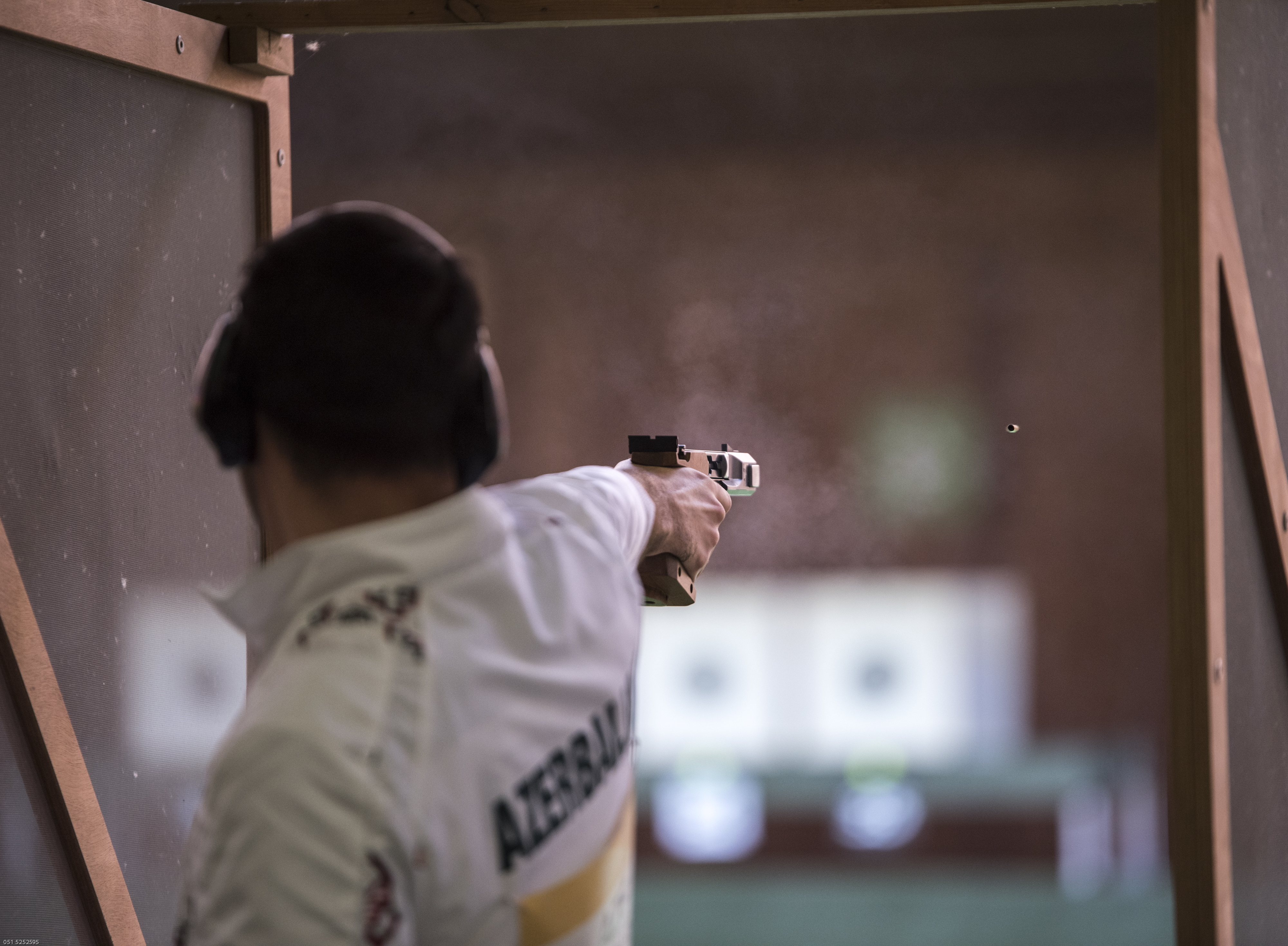
مسابقات همبستگی اسلامی سال ۲۰۱۷ با حضور نخبگان ورزشی

تیراندازی در بازی‌های همبستگی کشورهای اسلامی ۲۰۱۷ در مرکز تیراندازی باکو، باکو، آذربایجان از ۱۳ تا ۱۷ می ۲۰۱۷ برگزار شد

## مدال آوران

### مردان
| Event                   | طلا                              | نقره                                 | برنز                                 |
| 10 m air pistol         | Ruslan Lunev · آذربایجان         | Yusuf Dikeç · ترکیه                  | Muhammad Shehzad Akhtar · پاکستان    |
| 25 m center fire pistol | Ruslan Lunev · آذربایجان         | Yusuf Dikeç · ترکیه                  | Muhammad Khalil Akhtar · پاکستان     |
| 25 m rapid fire pistol  | Ruslan Lunev · آذربایجان         | Murat Kılıç · ترکیه                  | Said Al-Hashmi · عمان                |
| 25 m standard pistol    | Ruslan Lunev · آذربایجان         | Ahmad Zayed Al-Shamari · قطر         | Özgür Varlık · ترکیه                 |
| 50 m pistol             | Yusuf Dikeç · ترکیه              | Ismail Al-Abri · عمان                | محمد احمدی · ایران                   |
| 10 m air rifle          | Ömer Akgün · ترکیه               | Rabbi Hasan Munna · بنگلادش          | Saidkhon Sayfuddinov · ازبکستان      |
| 50 m rifle 3 positions  | پوریا نوروزیان · ایران           | حسین باقری · ایران                   | Hamed Al-Khatri · عمان               |
| Trap                    | Ahmed Kamar · مصر                | Oğuzhan Tüzün · ترکیه                | Nasser Al-Hemaidi · قطر              |
| Skeet                   | Saeed Al-Mutairi · عربستان سعودی | Saeed Al-Maktoum · امارات متحدهٔ عربی | Saif Bin Futtais · امارات متحدهٔ عربی |

### بان
| بازی‌ها                 | طلا                      | نقره                         | برنز                       |
| 10 m air pistol        | گلنوش سبقت‌الهی · ایران   | Afaf El-Hodhod · مصر         | Nigar Nasirova · آذربایجان |
| 25 m pistol            | Al-Dana Al-Mubarak · قطر | هانیه رستمیان · ایران        | Olfa Charni · تونس         |
| 10 m air rifle         | نرجس امامقلی‌نژاد · ایران | الهه احمدی · ایران           | Sakina Mamedova · ازبکستان |
| 50 m rifle 3 positions | نجمه خدمتی · ایران       | الهه احمدی · ایران           | مه‌لقا جام‌بزرگ · ایران      |
| Trap                   | Nihan Gürer · ترکیه      | Shafag Amrahova · آذربایجان  | Kholoud Al-Khalaf · قطر    |
| Skeet                  | Nur Banu Özpak · ترکیه   | Nurlana Jafarova · آذربایجان | İzel Aydın · ترکیه         |

### میکس
| بازی‌ها               | طلا                                               | نقره                                               | برنز                                           |
| 10 m air pistol team | جمهوری آذربایجان · Ruslan Lunev · Nigar Nasirova  | عمان · Ismail Al-Abri · Wadha Al-Balushi           | ایران · وحید گل‌خندان · هانیه رستمیان           |
| 10 m air rifle team  | بنگلادش · Abdullah Hel Baki · Sayeda Atkia Hasan  | ایران · پوریا نوروزیان · نجمه خدمتی                | ترکیه · Ömer Akgün · Şeymanur Koca             |
| Trap team            | جمهوری آذربایجان · Ali Huseyinli · Aydan Jamalova | ترکیه · Oğuzhan Tüzün · Nihan Gürer                | قطر · Mohammed Ali Khejaim · Kholoud Al-Khalaf |
| Skeet team           | بحرین · Hasan Majed Mohamed · Maryam Hassani      | جمهوری آذربایجان · Emin Jafarov · Nurlana Jafarova | ترکیه · Salih Hafız · Nur Banu Özpak           |

## جدول مدال
| رتبه           | کشور           | طلا | نقره | برنز | مجموع |
| -------------- | -------------- | --- | ---- | ---- | ----- |
| مجموع (۰ کشور) | مجموع (۰ کشور) | ۰   | ۰    | ۰    | ۰     |

| رتبه            | کشور                    | طلا | نقره | برنز | مجموع |
| --------------- | ----------------------- | --- | ---- | ---- | ----- |
| ۱               | آذربایجان (AZE)         | ۶   | ۳    | ۱    | ۱۰    |
| ۲               | ترکیه (TUR)             | ۴   | ۵    | ۴    | ۱۳    |
| ۳               | ایران (IRI)             | ۴   | ۵    | ۳    | ۱۲    |
| ۴               | قطر (QAT)               | ۱   | ۱    | ۳    | ۵     |
| ۵               | بنگلادش (BAN)           | ۱   | ۱    | ۰    | ۲     |
| ۵               | مصر (EGY)               | ۱   | ۱    | ۰    | ۲     |
| ۷               | بحرین (BHR)             | ۱   | ۰    | ۰    | ۱     |
| ۷               | عربستان سعودی (KSA)     | ۱   | ۰    | ۰    | ۱     |
| ۹               | عمان (OMA)              | ۰   | ۲    | ۲    | ۴     |
| ۱۰              | امارات متحدهٔ عربی (UAE) | ۰   | ۱    | ۱    | ۲     |
| ۱۱              | ازبکستان (UZB)          | ۰   | ۰    | ۲    | ۲     |
| ۱۱              | پاکستان (PAK)           | ۰   | ۰    | ۲    | ۲     |
| ۱۳              | تونس (TUN)              | ۰   | ۰    | ۱    | ۱     |
| مجموع (۱۳ کشور) | مجموع (۱۳ کشور)         | ۱۹  | ۱۹   | ۱۹   | ۵۷    |